# 新柳博米爾卡
50°45′48″N 26°22′35″E / 50.76333°N 26.37639°E
新柳博米爾卡（烏克蘭語：Нова Любомирка），是烏克蘭西北部里夫内州里夫内区亞歷山德里亞市鎮的村落。始建於1914年，面積0.39平方公里，海拔高度207米，2001年人口1,340，人口密度每平方公里3,462.5人。